# Tegan and Sara
Tegan and Sara egy indie rock/indie pop együttes Kanadából. Tagjai Tegan Rain és Sara Kiersten Quin egypetéjű ikrek (születtek: 1980. szeptember 19.). Dalaik több filmben és televíziós sorozatban is helyet kaptak, mint például az Édes november, a Szellemekkel suttogó, A Grace klinika és az L Word.

## Nagylemezek
- Under Feet Like Ours (1999)[1]
- This Business of Art (2000)
- If It Was You (2002)
- So Jealous (2004)
- The Con (2007)
- Sainthood (2009)
- Heartthrob (2013)
- Love You To Death (2016)
- Hey, I'm Just Like You (2019)
- Still Jelaous (2022)
- Crybaby (2022)

## Zenei karrier
Tegan és Sara Quin 1980. szeptember 19-én látta meg a napvilágot Calgary-ben, Alberta, Kanadában. 1997-ben adták ki első két demólemezüket, még a középiskola elvégzése előtt, a Who's in Your Bandet és a Play Dayt. A következő évben 1998-ban még 3 demo cd-t adtak ki Orange Demo, Red Demo és Yellow Demo címen. Jelentős turnéjaik során részt vett Neil Young, Rufus Wainwright, The Pretenders, Ben Folds, The Killers, Cake, Gogol Bordello, Hot Hot Heat, Ryan Adams Death Cab for Cutie és a Weezer.
Első nagylemezüket az Under Feet Like Ourst 1999-ben ‘Sara and Tegan’ néven adta ki a Vapor Records, ahová Neil Young által szerződtettek le. A két iker egyaránt részt vesz a vokálban és hangszerekben is. Az a lány énekli a fődallamot, amelyik a szóban forgó dalt írta. A korai lemezeiket nem énekeltek együtt viszont a későbbiekben és a koncerteken mindketten megszólaltatták hangjukat a dalokban.
2000-ben, 2002-ben és 2004-ben további három nagylemezt adtak ki This Business of Art, If It Was You és So Jealous elnevezéssel.
Az ötödik albumuk 2007-ben The Con címen került a boltokba. Chris Walla segítségével stúdiózták fel a dalokat emellett Jason McGerr a Death Cab for Cutie-ból, Matt Sharp a The Rentals-ból, Hunter Burgan az AFI-ból és Kaki King is részt vett a munkálatokban.
A hatodik nagylemez, mely igen nagy sikernek örvendhet, 2009 novemberében került a boltokba Sainthood címen. Az előző albumok indie rock, indie pop stílusától áttértek részben punk rock-ra, részben alternatív rockra. A lemezhez összeállítottak egy On In At című 3 könyvből álló könyvcsomagot, amely a stúdiózás és a turnék képeit, történeteit, és egyéb a zenekarral kapcsolatos dolgokat tartalmazza.
2010. március 30-án kiadtak egy remix albumot Alligator LP cím alatt, mely az egyik legfelkapottabb szám, az Alligator 17 különböző remixelt, discosított változatát fogja össze.

## Egyéb munkáik
A testvérpár egymástól függetlenül is alkot, más zenekarokkal.
2009-ben Tegan és Sara is kipróbálták magukat producerként. Tegan Charla McCutcheon-nal, művésznevén Char2d2-val a 2009-es Small Vampires EP-n dolgozott, Sara pedig Hesta Prynn 2010-es albumán tevékenykedett.
Együttműködések
2007-ben Tegan az Against Me!-vel énekelt a Borne On The FM Waves Of The Heart című számban. Sara pedig írt egy közös számot a The Reason-nel, melynek címe We’re So Beyond This. Természetesen a számok videóklipjeiben is szerepelnek.
2008 áprilisában Tegan írt egy számot His Love címen Augusten Borroughs akkoriban megjelent könyvéhez a Farkas az Asztalnál-hoz.
A saját előadásaikon kívül felléptek DJ Tiësto-val a Bonnaroo Music & Arts Fesztiválon, 2008. június 13-án. Tegan and Sara vendégként jelentek meg Tiësto koncertjén, a Back In Your Head remix előadása következtéből. Ezen kívül együtt írtak egy számot, az I Feel It In My Bones-t, Tiësto 2009-es Kaleidoscope című albumára. A közös szám videóklipjében is szerepelnek.